# Ullevi
Ullevi, Ullevi Stadion (dawniej także Nya Ullevi) – wielofunkcyjny stadion sportowy w Göteborgu na którym odbyły się m.in. Mistrzostwa Europy w Lekkoatletyce 2006 i Mistrzostwa Świata w Lekkoatletyce 1995. Był również jedną z głównych aren piłkarskich Mistrzostw Europy 1992 na którym rozegrano mecz finałowy. Na stadionie rozegrano także mecz finałowy Pucharu UEFA w sezonie 2003/04.
W latach 2002–2004 odbyły się trzy rundy żużlowego Grand Prix Skandynawii. Na bieżni w ciągu kilku dni budowano tor czasowy. Stadion niechlubnie zapisał się w historii Grand Prix, gdy w 2003 po raz pierwszy przełożono zawody o tydzień z uwagi na złe przygotowanie toru czasowego (drugi taki przypadek miał miejsce w roku 2008 w Gelsenkirchen, przy czym w Niemczech zawody odwołano i rozegrano tydzień później w Bydgoszczy). Z tego powodu nie przedłużono umowy na organizację turnieju i GP Skandynawii od 2005 rozgrywane są na G&B Arena w Malilla.
Zanim wybudowano Ullevi Stadion, określenie Ullevi używano w stosunku do Gamla Ullevi (Old Ullevi).